# Marstalltor

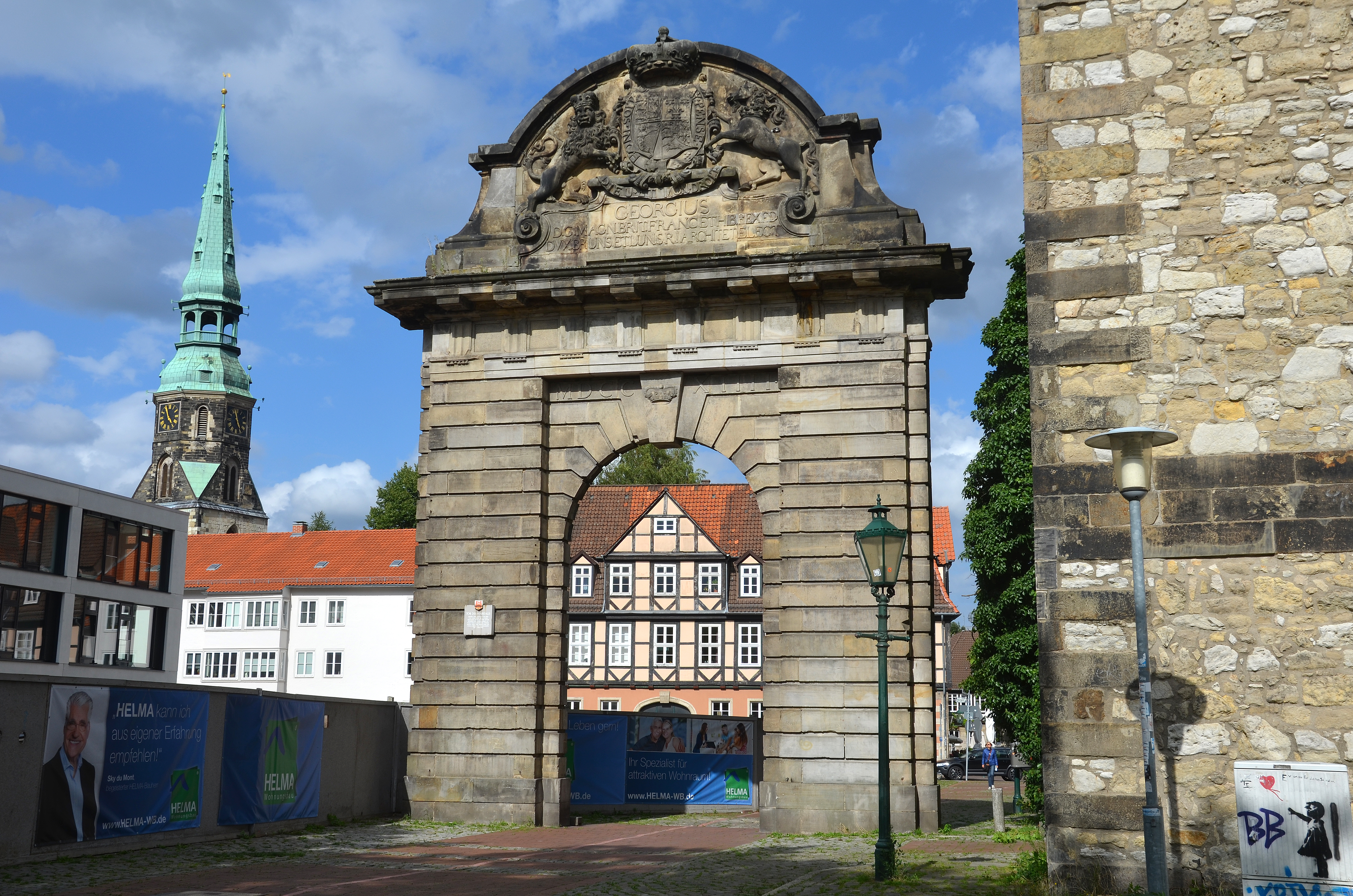
La Marstalltor; a l'esquerra, la torre de la Kreuzkirche, i a la dreta, l'antiga armeria, avui en dia part del Museu Històric de Hannover.

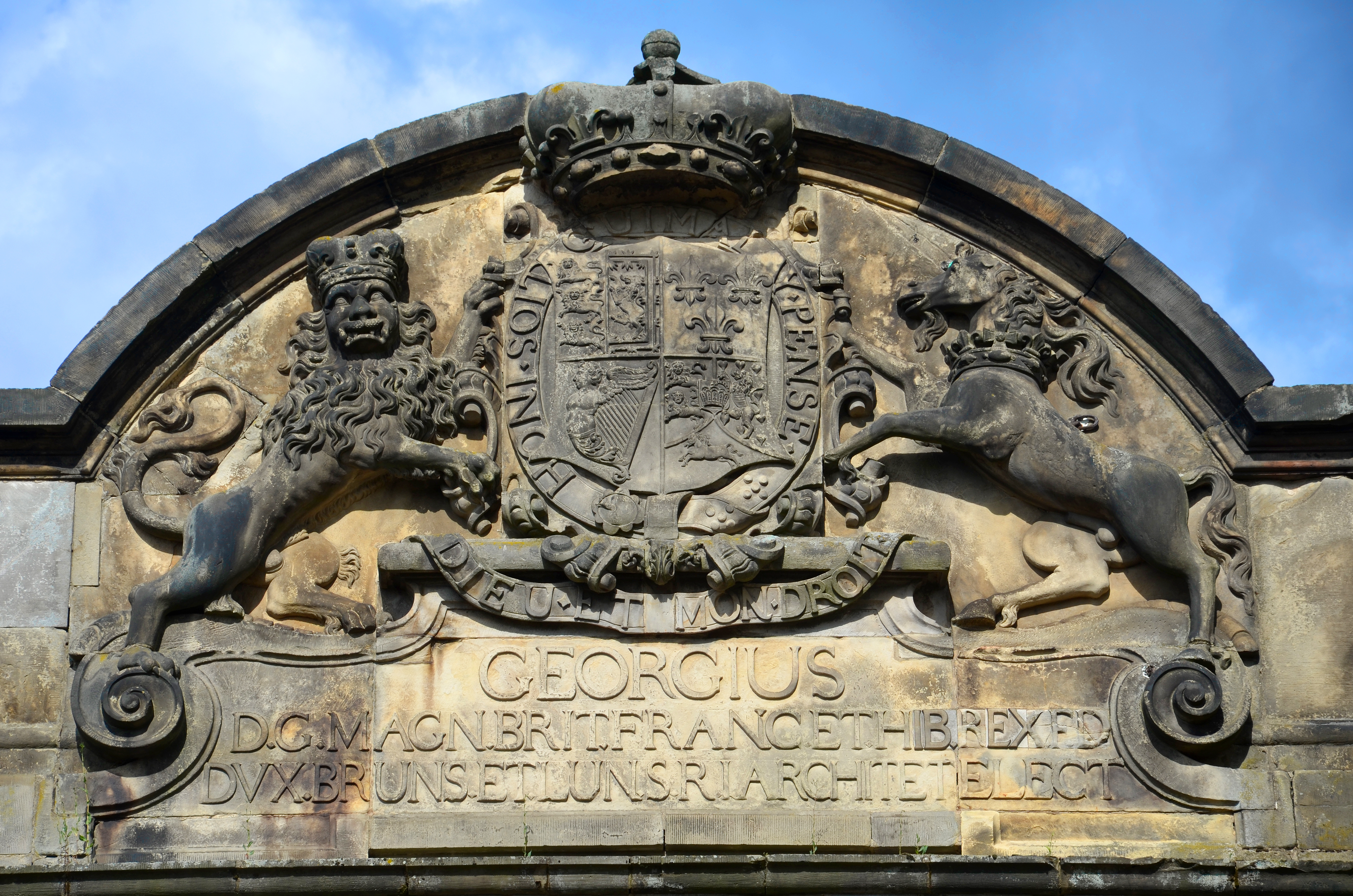
Detall de l'escut estatal de Jordi I, aguantat per un lleó i un cavall.

La Marstalltor a Hannover era l'antiga entrada, construïda el 1714, de la casa d'equitació de Neu Marstall, la qual fou fundada el 1712 per Louis Remy de la Fosse. Tant el Marstall com la casa d'equitació pertanyien als estables ducals de Hannover, situats al Hohes Ufer.
Mentre que el palau d'equitació fou destruït pels atacs aeris a Hannover durant la Segona Guerra Mundial, la Marstalltor es va conservar. El 1967 es va traslladar uns 100 metres al sud o abans hi havia la Brühltor, una de les portes de la ciutat medieval. Actualment, al costat s'hi pot trobar el museu històric de la ciutat.
La Marstalltor porta l'escut d'armes del rei Jordi I., ja que quan fou erigida, el regne de Hannover era propietat de la corona anglesa.